# Welterbe in Kenia

Zum Welterbe in Kenia gehören (Stand 2024) acht UNESCO-Welterbestätten, darunter fünf Stätten des Weltkulturerbes und drei Stätten des Weltnaturerbes. Der ostafrikanische Staat Kenia ist der Welterbekonvention 1991 beigetreten, die erste Welterbestätte wurden 1997 eingetragen. Die bislang letzte Welterbestätte in Kenia wurde 2024 in die Welterbeliste aufgenommen.

## Welterbestätten
Die folgende Tabelle listet die UNESCO-Welterbestätten in Kenia in chronologischer Reihenfolge nach dem Jahr ihrer Aufnahme in die Welterbeliste (K – Kulturerbe, N – Naturerbe, K/N – gemischt, (G) – auf der Liste des gefährdeten Welterbes).
| Bild                                           | Bezeichnung                                           | Jahr       | Typ   | Ref. | Beschreibung |
| ---------------------------------------------- | ----------------------------------------------------- | ---------- | ----- | ---- | --- |
| Mount Kenya                                    | Nationalpark und Naturwald Mount Kenia                | 1997, 2013 | N     | 800  | umfasste ursprünglich den Mount-Kenya-Nationalpark (Lage) 2013 erweitert um das Lewa Wildlife Conservancy (Lage) |
| Nationalparks am Turkana-See                   | Nationalparks am Turkana-See                          | 1997, 2001 | N (G) | 801  | umfasste ursprünglich den Sibiloi-Nationalpark (Lage) am Ostufer des Turkana-Sees und die Seeinsel Central Island (Lage) 2001 erweitert um die Insel South-Island (Lage) Das Biotop ist durch einen Staudamm bedroht und wurde daher 2018 in die Liste des gefährdeten Welterbes aufgenommen. |
| Altstadt von Lamu                              | Altstadt von Lamu (Lage)                              | 2001       | K     | 1055 | Historischer Stadtkern von Lamu Town, der Hauptstadt der Insel Lamu im Indischen Ozean |
| Heilige Kaya-Wälder der Mijikenda              | Heilige Kaya-Wälder der Mijikenda (Lage)              | 2008       | K     | 1231 | Heilige Wälder des Volks der Mijikenda |
| Nakurusee (weitere Bilder)                     | Kenianisches Seensystem im Great Rift Valley          | 2011       | N     | 1060 | umfasst den Elmenteitasee (Lage) und den Nakurusee (Lage) im Nakuru County sowie den Bogoriasee (Lage) im Baringo County, alle im Großen Afrikanischen Grabenbruch gelegen. |
| (weitere Bilder)                               | Fort Jesus, Mombasa (Lage)                            | 2011       | K     | 1295 | Festung in der Hafenstadt Mombasa, 1593 von den Portugiesen auf der Insel Mombasa erbaut. |
| Archäologische Stätte Thimlich Ohinga          | Archäologische Stätte Thimlich Ohinga                 | 2018       | K     | 1450 | Thimlich Ohinga ist ein Steinkomplex nordöstlich von Migori am Victoriasee. Er wurde etwa im 16. Jahrhundert erbaut und diente zum Schutz der Bevölkerung und des Viehs. Der Trockensteinbau gilt als der größte und am besten erhaltene traditionelle Steinkomplex.                          |
| Ruinenstadt und archäologische Stätte von Gedi | Ruinenstadt und archäologische Stätte von Gedi (Lage) | 2024       | K     | 1720 | Ruinenstadt an der Ostküste von Kenia Erfüllte Kriterien für Weltkulturerbe: ii., iii., iv. |

## Tentativliste
In der Tentativliste sind die Stätten eingetragen, die für eine Nominierung zur Aufnahme in die Welterbeliste vorgesehen sind. Derzeit (2024) sind 16 Stätten in der Tentativliste von Kenia eingetragen, die letzten Eintragungen erfolgten 2010. Die folgende Tabelle listet die Stätten in chronologischer Reihenfolge nach dem Jahr ihrer Aufnahme in die Tentativliste.
| Bild                                 | Bezeichnung                                                                        | Jahr | Typ | Ref. | Beschreibung |
| ------------------------------------ | ---------------------------------------------------------------------------------- | ---- | --- | ---- | --- |
| Altstadt von Mombasa                 | Altstadt von Mombasa                                                               | 1997 | K   | 883  | Historischer Stadtkern der Hafenstadt Mombasa                                                                   |
| (weitere Bilder)                     | Lake-Nakuru-Nationalpark (Lage)                                                    | 1999 | N   | 1344 | Der Nakurusee selber ist seit 2011 Bestandteil der Welterbestätte Kenianisches Seensystem im Great Rift Valley  |
| (weitere Bilder)                     | Naivashasee (Lage)                                                                 | 1999 | N   | 1345 | |
| BW                                   | Lake Bogoria National Reserve (Lage)                                               | 1999 | N   | 1346 | Der Bogoriasee selber ist seit 2011 Bestandteil der Welterbestätte Kenianisches Seensystem im Great Rift Valley |
| Mfangano-Rusinga Inselkomplex        | Mfangano-Rusinga Inselkomplex (Lage)                                               | 2010 | K   | 5502 | die Inseln Mfangano und Rusinga im Victoriasee mit Felsmalereien, heiligen Stätten und Fossilienfundstätten     |
|                                      | Großer Afrikanischer Grabenbruch: Furchenbewässerungssystem im Marakwet Escarpment | 2010 | K   | 5503 | |
| (weitere Bilder)                     | Großer Afrikanischer Grabenbruch: Prähistorische Stätten von Olorgesailie          | 2010 | K/N | 5505 | Fundstätten von Werkzeugen aus der Zeit des Acheuléen im Gebiet des Olorgesailie-Beckens                        |
| Aberdare Range                       | Aberdare Range                                                                     | 2010 | N   | 5506 | |
| Eastern-Arc-Küstenwälder             | Eastern-Arc-Küstenwälder                                                           | 2010 | N   | 5507 | Arabuko-Sokoke-Nationalpark und Shimba Hills National Reserve                                                   |
|                                      | Kakamega Forest National Reserve                                                   | 2010 | N   | 5508 | |
|                                      | Meru-Schutzgebiet                                                                  | 2010 | N   | 5509 | |
| (weitere Bilder)                     | Großer Afrikanischer Grabenbruch: Hell’s-Gate-Nationalpark                         | 2010 | N   | 5511 | |
| (weitere Bilder)                     | Großer Afrikanischer Grabenbruch: Masai Mara                                       | 2010 | K/N | 5512 | |
|                                      | Großer Afrikanischer Grabenbruch: Kenianische Seenlandschaft                       | 2010 | N   | 5513 | bereits 2011 unter dem Titel Kenianisches Seensystem im Great Rift Valley in das Weltnaturerbe aufgenommen      |
| Tana-Delta und -Waldkomplex          | Tana-Delta und -Waldkomplex                                                        | 2010 | N   | 5514 | Delta des Flusses Tana und an dem Fluss gelegene Wälder                                                         |
| Tsavo-Parks und Chyulu-Hills-Komplex | Tsavo-Parks und Chyulu-Hills-Komplex                                               | 2010 | N   | 5515 | Tsavo-East-Nationalpark, Tsavo-West-Nationalpark und die Chyulu Hills                                           |